# Ovīši
Oviši (uo͡viʃi; livisch Paţikmō) ist ein Dorf in der Gemeinde Tārgale im Bezirk Ventspils an den Ufern der Ostsee in der Nähe von Ovišrags. Die Siedlung liegt im Norden der Gemeinde, 33 km vom Gemeindezentrum Tārgale, 30 km vom Bezirkszentrum Ventspils und 200 km von Rīga entfernt.
Oviši ist ein altes livisches Fischerdorf namens Lusort, Liser, Liseort oder Lyseort. Der Name stammt aus der schwedischen Sprache, wo Lysa ‚Licht‘ oder ‚brennen‘ und ort ‚Horn‘ bedeutet. Es basiert auf der Tatsache, dass es ein gefährliches flaches Gebiet an dieser Küste gibt, in dem viele Schiffe sanken. Daher wurden seit dem Mittelalter hier zur Orientierung Holzfeuer auf der Düne verbrannt. Vor dem Zweiten Weltkrieg gab es in Oviši 51 Gehöfte, von denen heute 10 übrig sind. Von den verbliebenen, bewohnten Gehöften sind einige alte Gebäude und ein spezielles Zaunsystem erhalten geblieben. Das bedeutendste Gebäude in Oviši ist der 38 m hohe Leuchtturm aus dem Jahr 1814 und somit der älteste Leuchtturm Lettlands. Im Leuchtturm befindet sich ein Museum.